# فریتز آپلی
فریتز آپلی (انگلیسی: Fritz Aeppli) بازیکن فوتبال اهل سوئیس بود که عمدتا در پست مهاجم برای بازل بازی‌ می‌کند. او بین سال‌های ۱۹۱۲ و ۱۹۱۶،  در مجموع ۲۴ بازی برای بازل انجام داد و در مجموع ۱۱ گل به ثمر رساند.